# Liga Polska (1887–1893)

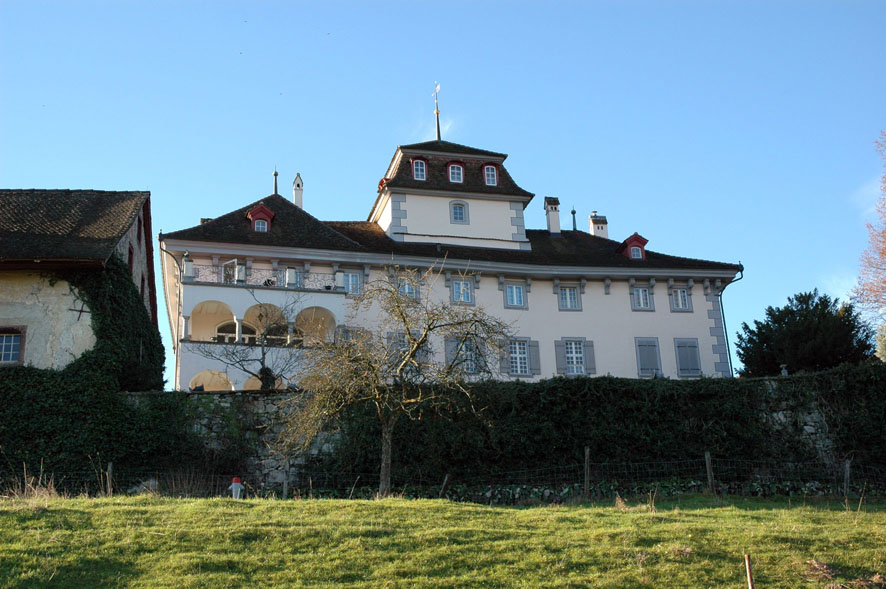
Zamek Hilfikon w Szwajcarii, własność Ludwika Michalskiego, miejsce powołania Ligi Polskiej

Liga Polska – polska tajna niepodległościowa organizacja polityczna o programie liberalno-demokratycznym działająca w latach 1887–1893 na ziemiach polskich i na emigracji

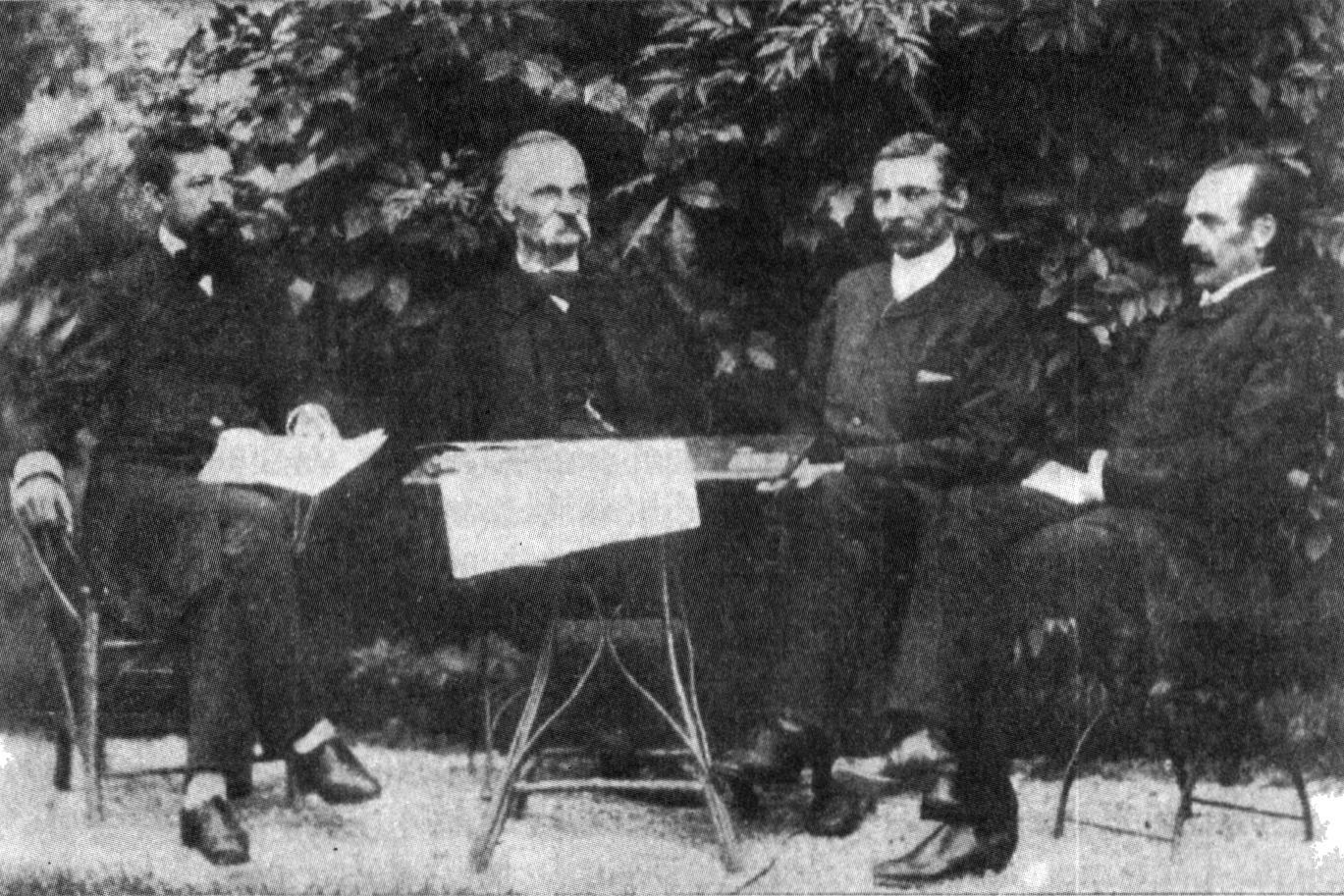
Założyciele Ligi Polskiej w 1887 – Maksymilian Hertel, Zygmunt Milkowski, Ludwik Michalski, Aleksander Hirschberg

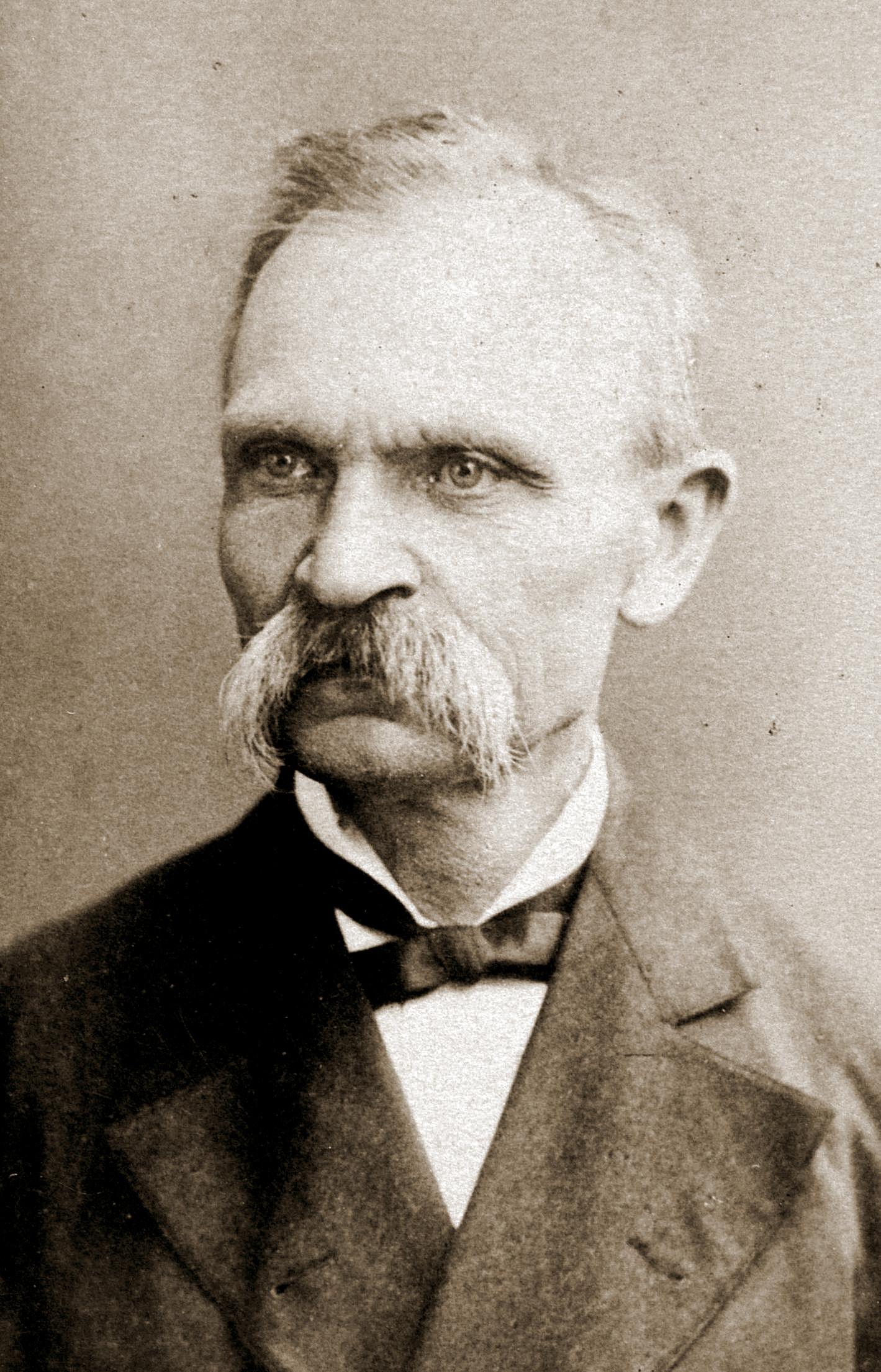
Zygmunt Miłkowski, ps. „Teodor Tomasz Jeż” – twórca koncepcji programowych Ligi Polskiej (fot. z 1895)

## Powstanie i organizacja
Została powołana do życia w Szwajcarii w 1887 roku przez grupę dawnych uczestników powstania styczniowego przebywających w zaborze austriackim oraz na emigracji. Zygmunt Miłkowski (pseudonim Teodor Tomasz Jeż), Ludwik Michalski, Maksymilian Hertel i przybyły z kraju kustosz Ossolineum Aleksander Hirschberg zebrali się w pierwszych dniach sierpnia 1887 roku na zamku Hilfikon koło Zurychu i powołali Ligę Polską – organizację mającą walczyć o niepodległość podzielonego zaborami kraju. Na czele organizacji stała Centralizacja, do której pierwszego składu weszli założyciele organizacji, a po śmierci Michalskiego w 1888 – Henryk Gierszyński. Odbyło się także 5 zjazdów członków Centralizacji i przedstawicieli komitetów działających w poszczególnych zaborach. Według Ustawy Ligi Polskiej na terenie poszczególnych zaborów pracami organizacji miały kierować Komitety Prowincjonalne które miały powołać podporządkowane im Komitety Gubernialne i Powiatowe. W większych skupiskach emigracyjnych przewidziano powołanie Komitetów Zagranicznych. Przy Lidze miał działać Skarb Narodowy który miał finansować przedsięwzięcia polityczne Ligi. Liga miała być organizacją tajną i trójzaborową. Tworząc struktury organizacyjne wzorowano się na wzorcach stowarzyszeń wolnomularskich – niższe szczeble organizacji nie miały nic wiedzieć o wyższych.

## Program
Rolę programu Ligi Polskiej odgrywała początkowo broszura autorstwa Zygmunta Miłkowskiego Rzecz o obronie czynnej i skarbie narodowym. Autor poddał w niej bezwzględnej krytyce politykę którą określił jako obronę bierną, a która jego zdaniem zrodziła się z panicznego strachu, jaki opanował serca i umysły Polaków po klęsce powstania styczniowego. On właśnie stał się przyczyną pojawienia się „adwokatów bojaźni”, czyli zwolenników ugody z zaborcami, którzy chcieli bronić polskość tylko przez pracę organiczną, prowadzoną „w granicach prawem przepisanych”. Za tą postawą poszły „wywody przeciwko liberum conspiro” oraz wezwania do przeciwdziałania nastrojom powstańczym. To wszystko zdaniem Miłkowskiego doprowadziło ideę „obrony biernej” do „poniżenia ostatecznego”. Tym bardziej, że ze strony zaborców taka postawa Polaków nie przyniosła zakładanych przez ugodowców celów. W odpowiedzi na nią Prusy zadekretowały gromadne z ziemi polskiej Polaków wygnanie, Moskwa zaostrza ukazy mające na celu doszczętne żywiołu polskiego zgniecenie, Austria coraz to łaskawiej i gruntowniej rujnuje Polskę ekonomicznie i intelektualnie. Zdaniem autora „Rzeczy o obronie czynnej...” wszyscy zaborcy mają w stosunku do Polaków ten sam cel: „przerobienie” ich na (w zależności od zaboru) na Rosjan, Prusaków lub Austriaków. Różnica jest tylko w sposobie tego „przerabiania”: Ta polityka zaborców wynika z faktu, że polskość kojarzy się zaborcom z ideą wolności która jest przeciwna naturze państw które Polskę rozebrały. Dlatego Polacy chcąc przetrwać powinni powrócić do „obrony czynnej”. Miłkowski definiował ją jako zespół działań zarówno legalnych, jak i nielegalnych których celem miało być wzmocnienie materialnych i duchowych sił narodu – tak aby móc się w sprzyjających okolicznościach wybić się na niepodległość. Jak pisał obrona czynna nie polega na powstaniu, ale nakazuje nie odżegnywać się od onego i mieć je na widoku. Chodzi o powstanie nie „romantyczne”, ale racjonalne, zastosowane do szans przewidywać się dających i przysposabiane na wzór i podobieństwo tego, jak sztab główny pruski sposobi się do możliwych i przypuszczalnych wypadków, zarysowujących się na politycznym horyzoncie Europy. Aby jednak właściwie przygotować się do tego momentu potrzebna jest koordynacja działań i wytworzenie ośrodka centralnego „instytucję narodową” niezależną od zaborców i która tą walką czynną pokieruje. Potrzebne jest także zgromadzenie odpowiednich środków na przyszłą walkę zbrojną – stąd wezwanie autora broszury do utworzenia specjalnego Skarbu Narodowego który przez powszechne opodatkowanie Polaków będzie te środki gromadził.
5 grudnia 1887 roku została ogłoszona Ustawa Ligi Polskiej, w której zapisano, że Zadaniem Ligi jest przysposobienie wszystkich sił narodowych celem odzyskania niepodległości Polski w granicach przedrozbiorowych na podstawie federacyjnej i z uwzględnieniem różnic narodowościowych. Nowa organizacja nawiązała wprost do tradycji demokratycznej i liberalnej polskiej emigracji stwierdzając w drugim punkcie wspomnianej ustawy, że przyjmuje zasady wyrażone w Manifeście byłego Towarzystwa Demokratycznego Polskiego. Program Ligi Polskiej, opierając się na tych założeniach, zakładał organizację ogólnonarodowego powstania w trzech zaborach w celu odzyskania niepodległości. Przyszłe odrodzone państwo polskie miało być, zgodnie z założeniami organizacji, liberalną republiką demokratyczną wolną od wszelkich konfliktów społecznych. W celu osiągnięcia tego celu Liga miała pracować w kilku kierunkach. Z jednej strony miano nawiązać ścisłe kontakty ze środowiskami emigracji polskiej, z drugiej pozyskać dla idei niepodległości Polski ugrupowania demokratyczne i liberalne działające w krajach europejskich. Głównym celem pozostawało jednak stworzenie organizacji w kraju, stąd deklarowano, że działalność będzie miała na celu połączenie spoiste dla dopięcia celu głównego. Na ten koniec Centralizacja będzie oddziaływać na kraj i na rozrzuconych po świecie rodaków, ażeby się ze sobą zbliżali, zapoznawali i łączyli, ażeby w kwestiach politycznych szli jednym torem. Jednocześnie deklarowano, że póki kraj pozostaje pod panowaniem obcym, Centralizacja starać się będzie o wzmocnienie żywiołu polskiego i bronienie go od wpływów obcych, od prześladowań rządowych, zwłaszcza w częściach najbardziej zagrożonych uciekając się na ten cel do sposobów odpowiednich – do użycia siły i grozy, gdyby tego było trzeba. W kolejnej ustawie Ligi z 1888 zmieniono zwrot o granicach przedrozbiorowych i federacji na sformułowanie: Liga z gorącym współczuciem popierać będzie rozwój samodzielny narodowości, które wchodziły do składu dawnej Rzeczypospolitej. Sam Miłkowski w swej innej broszurze Sprawa ruska, podkreślał konieczność rozwiązania sporów z Ukraińcami na drodze dobrowolnej i akceptowanej federacji.
W kwestiach programowych od początku istniały wśród członków Ligi różnice poglądów. Szerzej poglądy młodszych działaczy Ligi prezentował Antoni Sygietyński, który w broszurze Co robić (Paryż 1890) odrzucając ideę walki z orężem w ręku i stworzoną przez romantyków wizję Polski mesjanistycznej, opowiadał się za Polską narodową, „w której wszystkie narody znalazłyby miejsce”. Uważał, że społeczeństwo powinno odpowiadać na politykę zaborców „odpornością wewnętrzną opartą na przeciwdziałaniu drogą legalną dostępną dla wszystkich”. Za główne cele uznał „utrzymanie się przy ziemi oraz podniesieniem ducha narodowego”, poprzez wzmocnienie „solidarności narodowej we wszystkich Polakach”. W tym celu należy dokonać „uobywatelnienia” ludu które to zadanie należy głównie do księży i ziemian. Autor nawoływał zarazem do zgody wszystkich grup społecznych i narodowych w tym także Żydów. Opowiadał się także za nawiązaniem ścisłej współpracy z ciemiężonymi przez Rosję Rusinami.

## Działalność
Omówienie historii Ligi Polskiej jak pisał jeden z jej historyków, Wiesław Śladkowski nie jest zadaniem łatwym, gdyż „przeszkodę, na jaką trafia badacz, stanowi brak zasadniczych źródeł”. Główne materiały do jej dziejów pierwotnie zdeponowane w Muzeum Raperswilskim, a w okresie międzywojennym przeniesione do Warszawy, spłonęły podczas II wojny światowej. Od samego początku Liga Polska skupiała grupy o różnych poglądach politycznych i społecznych, które chciano skupić pod sztandarem walki o niepodległość na wspólnej narodowej platformie. Z jednej strony były to środowiska radykalnej inteligencji z drugiej zwolennicy idei socjalistycznych opowiadający się jednocześnie za niepodległością Polski. Organem prasowym Ligi Polskiej było wychodzące w Paryżu i redagowany przez Zygmunta Miłkowskiego dwutygodnik „Wolne Polskie Słowo”. Liga wydała też kolejne dwa wydania broszury Miłkowskiego – „Rzecz o obronie czynnej i Skarbie Narodowym” – traktując ją jako swoisty manifest założycielski organizacji. Początkowo na powstanie LP najżywiej zareagowali emigranci – byli powstańcy styczniowi. Stąd jej pierwsze struktury powstały w 1887 Komitety LP w Genewie i Paryżu. W tym ostatnim w 1889 w skład Ligi weszło środowisko Gminy Narodowo-Socjalistycznej kierowanej przez Stanisława Barańskiego. Zwierzchnictwo Ligi uznało też Zjednoczenie Towarzystw Młodzieży Polskiej Zagranicą. Gorzej było ze zorganizowaniem kraju. Próby rozwinięcia szerszej działalności w Galicji nie powiodły się, mimo pozyskania środowiska Przeglądu Społecznego” we Lwowie i utworzenia Komitetu Ligi na zabór austriacki we Lwowie w 1888. Stało się tak głównie z powodu skłócenia tamtejszych środowisk demokratycznych które generalnie niechętne były zarazem prowadzeniu prac konspiracyjnych. Za sukces działaczy Ligi Polskiej na tym terenie należy uznać założenie przez Michała Danielaka i Ernesta Adama Towarzystwa Szkoły Ludowej w 1891 roku. Nie powiodło się natomiast utworzenie organizacji ligowej w zaborze pruskim.
Dla historii Ligi przełomowym stało się pozyskanie do współpracy młodego wówczas Zygmunta Balickiego, dotychczas związanego ze Stowarzyszeniem Socjalistycznym „Lud Polski” (działającym w Genewie pod przywództwem Bolesława Limanowskiego). Stworzył on nieco wcześniej w 1887 Związek Młodzieży Polskiej „Zet”, który w roku następnym podporządkował się Lidze Polskiej. Ta działająca przede wszystkim w skupiskach młodzieży uniwersyteckiej zagranicą organizacja dostarczała kadr Lidze. Kiedy członkowie „Zetu” kończąc studia rozpoczynali pracę zawodową w kraju, jednocześnie zasilali szeregi Ligi Polskiej. Tym samym w latach 1888–1892 Liga z organizacji skupiającej głównie emigrację przekształciła się w organizację obecną w kraju, przede wszystkim w zaborze rosyjskim. Na terenie Królestwa Polskiego dzięki energii Erazma Kobylańskiego już w marcu 1888 powstał Komitet Centralny Ligi w Warszawie który zaczął koordynować prace ligowe w całym zaborze. Udało się także pozyskać do współpracy liczące się i opiniotwórcze czasopismo „Głos” w Warszawie. LP w 1888 podporządkowało się też Koło Kobiet Korony, Litwy i Rusi kierowane przez Cecylię Niewiadomską i mające na celu przygotowanie kobiet do walki o niepodległość kraju. Za pomocą działaczy wywodzących się z „Zetu” utworzono organizację „Łączność”, której głównym zadaniem stały się prace oświatowe i kulturalne wśród chłopów i robotników a która zarazem stała się miejscem konsolidacji młodych działaczy ligowych. Do najwyższych władz „Łączności” weszły osoby ze środowiska „Głosu”, należące jednocześnie do kierownictwa Ligi Polskiej, z Janem Ludwikiem Popławskim, Józefem Karolem Potockim i Józefem Hłaską na czele. Latem 1889 r. stowarzyszenie liczyło 64 członków, skupionych w najliczniejszej grupie warszawskiej liczącej 20 osób oraz 8 w ośrodkach prowincjonalnych na terenie Królestwa Polskiego i w Rosji: w Petersburgu, Kijowie, Odessie.
Około roku 1892 ujawniły się istotne różnice programowe pomiędzy starszą generacją działaczy, przeważnie emigracyjnych, a młodą generacją, wywodzącą się z „Zetu” i skupioną wokół Zygmunta Balickiego, Romana Dmowskiego, Teofila Waligórskiego, Karola Raczkowskiego oraz Jana Ludwika Popławskiego. Ci ostatni w większym stopniu odwoływali się do ideologii rodzącego się nacjonalizmu niż do demokratycznych i liberalnych ideałów założycieli organizacji. Ponieważ sprawowali kontrolę na działalnością krajową Ligi, wypowiedzieli posłuszeństwo emigracyjnej Centralizacji i przejęli władzę w organizacji, jednocześnie zmieniając jej nazwę na Ligę Narodową. Zostało to ostatecznie zaakceptowane przez działaczy emigracyjnych na zjeździe w Genewie w czerwcu 1895 r. Formalnie Zygmunt Miłkowski rozwiązał Ligę Polską rok wcześniej, w 1894.

W historiografii okresu międzywojennego przeważała teza sformułowana najdobitniej przez Stanisława Kozickiego iż „Liga Narodowa była dalszym ciągiem Ligi Polskiej, utworzyli ją członkowie tej ostatniej z zaboru rosyjskiego, znalazł się w niej płk Zygmunt Miłkowski”. Jednak nowsi badacze dziejów narodowej demokracji uważają, że „powstałą 1 IV 1893 Ligę Narodową tylko formalnie można uznać za kontynuatorkę Ligi Polskiej”. Tylko nieliczni bowiem członkowie tej ostatniej znaleźli się w nowej organizacji, która kadrowo oparła się głównie na „Łączności” i „braciach zetowych”. Roman Wapiński wręcz stwierdzał, że Roman Dmowski w 1893 stał się inicjatorem utworzenia zupełnie nowej organizacji – Ligi Narodowej. Jak pisze Wiesław Śladkowski: „Poglądom tym nie można odmówić racji. Od Ligi Polskiej przejęła Liga Narodowa zasadę niepodzielności rozdartego zaborami narodu polskiego, którą określiła nośnym i daleko szerszym pojęciowo terminem „wszechpolskości”, oraz ideę solidaryzmu społecznego. Odrzuciła natomiast tradycję powstańczą, zasadę walki „o waszą i naszą wolność”, a ideę narodową ograniczyła jedynie do żywiołu polskiego, wpisując się pojęciem egoizmu narodowego w rozwijający się wówczas w Europie nurt nacjonalistyczny, zupełnie obcy, podobnie jak i antysemityzm, zaznaczony jedynie publikacjami Popławskiego w „Głosie”, Lidze Polskiej. 

## Literatura
- Stanisław Kozicki, Historia Ligi Narodowej (okres 1887–1907), Londyn 1964
- Władysław Pobóg-Malinowski, Narodowa Demokracja 1887-1918. Fakty i dokumenty. Warszawa 1933, wyd, 2 Londyn 1998
- Wiesław Śladkowski, Liga Polska – reminiscencje wydarzeń sprzed lat 120, „Annales Universitatis Mariae Curie-Skłodowska” Sectio F, Historia Vol. 61 (2006), s. 79–116, Biblioteka Cyfrowa UMCS – wersja elektroniczna tam także najszerszy przegląd literatury przedmiotu dot. Ligi Polskiej
- Wiesław Śladkowski, Komitet Paryski Ligi Polskiej (1887-1893),, [w:] W kraju i na wychodźstwie. Księga pamiątkowa ofiarowana prof. Sławomirowi Kalembie w sześćdziesięciopięciolecie urodzin, red. Zbigniew Karpus, Toruń-Olsztyn 2001, s. 631–644;
- Wiesław Śladkowski, Broszury propagandowe Ligi Polskiej proweniencji paryskiej,, [w:] Polacy na obczyźnie. Studia i szkice z dziejów polskiej diaspory na święcie, red. Mariusz Gizowski, Gdańsk 2003, s. 147–159
- Roman Wapiński, Narodowa Demokracja 1893-1939, Wrocław 1980,
- Roman Wapiński, Historia polskiej myśli politycznej XIX i XX wieku, Gdańsk. 1997, ISBN 83-87570-00-1.
- Adam Wątor, Narodowa Demokracja w Galicji do 1918 roku, Szczecin 2002, ISBN 83-7241-242-1.
- Adam Wątor, Liga Narodowa w Galicji – Małopolsce i jej działacze, Toruń 2020, ISBN 978-83-8180-248-2.
- Tadeusz Wolsza, Stowarzyszenie „Łączność” (1888-1893): u źródeł Ligi Narodowej, „Dzieje Najnowsze” 1987, nr 2, s. 3–35, Repozytorium Cyfrowe Instytutów Naukowych – wersja elektroniczna
- Tadeusz Wolsza, Narodowa demokracja wobec chłopów w latach 1887–1914, Warszawa 1992, ISBN 83-205-4399-1.

## Źródła do historii Ligi Polskiej
- Z.[ygmunt] F.[ortunat] M.[iłkowski] (Zygmunt Miłkowski), Rzecz o obronie czynnej i skarbie narodowym, Paryż 1887, POLONA – wersja elektroniczna
- Teodor Tomasz Jeż (Zygmunt Miłkowski), Od kolebki przez życie. Wspomnienia t. 3, Kraków 1937, Repozytorium Cyfrowe Instytutów Naukowych – wersja elektroniczna
- Liga Narodowa 1887–1906. Sprawozdania, odezwy, dokumenty, oprac. Mateusz Werner, Kraków 2015,